# Новотроїцький трамвай
Новотроїцький трамвай — діюча трамвайна мережа міста Новотроїцьк, Росія. Відкрито 5 листопада 1956.

## Діючі маршрути на середину 2010-х
- № 1. Депо — КХП
- № 2. Рынок — ФЛЦ
- № 3 Депо — Рынок
- № 4. Депо — ФЛЦ
- № 5. Рынок — КХП

## Рухомий склад на середину 2010-х
| Тип      | Штук |
| -------- | ---- |
| KTM-5    | 48   |
| KTM-5A   | 4    |
| KTM-8K   | 3    |
| KTM-8KM  | 6    |
| KTM-19KT | 3    |

Крім того службовий парк:
- GS-4 − 1 вагон
- KTM-5 − 1 вагон
- TK-28A − 1 вагон
- VTK-01 − 1 вагон
- VTK-09A − 1 вагон

## Ресурси Інтернету
- Неофіційний сайт про трамваї в Новотроїцьку (рос.)